# Ráchel
Ráchel (hebrejsky רחל‎, doslova „ovce“) je druhá žena biblického patriarchy Jákoba a matka Josefa a Benjamína. Její příběh vypráví kniha Genesis.

## Původ a sňatek s Jákobem
Ráchel byla mladší dcerou Lábana, bratra Jákobovy matky Rebeky, a tedy Jákobova sestřenice. Poprvé ji potkal u studny, kde jako pastýřka napájela stádo. Když přišel do Lábanova domu, do Ráchel se zamiloval a zavázal se Lábanovi sloužit sedm let, aby mu Ráchel dal za ženu. Lában jej však obelstil a dal mu místo ní její starší sestru Leu. Ráchel pak dostal jako druhou ženu za dalších sedm let služby.

## Neplodnost
Bůh způsobil plodnost nemilované Ley, ale Ráchel zůstávala bez dětí. Žárlivě to vyčítala Jákobovi a dala mu (podobně jako jeho babička Sára Abrahámovi) svou otrokyni Bilhu, aby jí porodila syny, které pojmenovala Dan a Neftali. Nakonec však Bůh Ráchel požehnal a porodila Jákobovi oba nejmladší syny.

## Ráchelina smrt a její hrob
Ráchel zemřela na cestě při porodu nejmladšího Benjamína. Byla pohřbena na cestě do Efraty (Betléma) a Jákob nad jejím hrobem zbudoval pomník v podobě sloupu. Místem pohřbení je podle staré tradice Ráchelin hrob v Betlémě, který je posvátným místem židů, křesťanů i muslimů. Je nad ním zbudována kamenná stavba s kupolí, v posledních letech je oddělena betonovou zdí palestinského check pointu. S ohledem na zmínku v knize Samuelově existují ale i tradice a teorie o umístění jejího hrobu na území kmene Benjamín severně od Jeruzaléma.

## Ráchelin pláč
Proroka Jeremjáš zmiňuje Ráchelin nářek nad jejími syny (tj. potomky) odcházejícími do babylonského zajetí po dobytí Jeruzaléma a zboření Chrámu. Židovská tradice uvádí, že zásluhou Ráchel a její obětavosti a trpělivosti byl zmírněn boží soud nad židovským národem..
Podle Matoušova evangelia je Ráchelin nářek předobrazem vraždění nevinných dětí, kterým se chtěl Herodes zbavit narozeného Ježíše.